# Signe Aspelin
Signe Maria Aspelin, född 22 oktober 1881 i Storkyrkoförsamlingen i Stockholm, död 12 januari 1961 i Oscars församling i Stockholm, var en svensk teckningslärare, illustratör och bildkonstnär.
Aspelin gav ut flera egna barnböcker med både text och bild  och illustrerade andras; bland annat var hon en av illustratörerna till bokserien Min skattkammare. Hennes Småttingarnas svampbok översattes också till flera andra språk. Hon ritade därutöver en mängd vykort, påskkort och julkort för Eliassons förlag under pseudonymen S A. Korten är fortfarande populära på den antikvariska marknaden. Aspelin arbetade som teckningslärare. 
Signe Aspelin, som förblev ogift, var dotter till läkaren Johan Mauritz Aspelin och hans första hustru Hilda von Hausswolff. Hon var syster till tandläkaren Robert Aspelin.
Signe Aspelin är begravd på Norra begravningsplatsen utanför Stockholm.